# Lista över de vanligaste ungerska efternamnen
Denna lista avser förhållandena i Ungern, som utgör huvuddelen av det ungerska språkområdet. Ungerska talas även av betydande nationella minoriteter i Ungerns grannländer. 
Ungerska namn följer den västerländska seden med förnamn och familjenamn. Men till skillnad från de flesta västerländska språk placeras familjenamnet före förnamnet. Så förnamn och efternamn är inte så bra termer när det gäller ungerska namn.

## De vanligaste efternamnen
| #  | Efternamn | Betydelse    | Antal bärare | Antal bärare |
| #  | Efternamn | Betydelse    | 2006         | 2019         |
| -- | --------- | ------------ | ------------ | ------------ |
| 1  | Nagy      | stor         | 239 310      | 227 671      |
| 2  | Kovács    | smed         | 221 687      | 210 213      |
| 3  | Tóth      | slav, slovak | 216 758      | 205 582      |
| 4  | Szabó     | skräddare    | 212 586      | 203 126      |
| 5  | Horváth   | kroat        | 201 059      | 197 153      |
| 6  | Varga     | skomakare    | 139 764      | 133 959      |
| 7  | Kiss      | liten        | 134 305      | 126 587      |
| 8  | Molnár    | mjölnare     | 109 178      | 103 865      |
| 9  | Németh    | tysk         | 93 990       | 88 150       |
| 10 | Farkas    | varg         | 83 346       | 82 193       |
| 11 | Balogh    | vänsterhänt  | 80 113       | 81 938       |
| 12 | Papp      | präst        | 53 847       | 50 959       |
| 13 | Lakatos   | låssmed      | 45 051       | 50 172       |
| 14 | Takács    | vävare       | 53 402       | 49 761       |
| 15 | Juhász    | herde        | 52 495       | 49 197       |
| 16 | Mészáros  | slaktare     | 41 061       | 38 428       |
| 17 | Oláh      | rumän        | 38 311       | 38 385       |
| 18 | Simon     |              | 38 481       | 36 810       |
| 19 | Rácz      | serb         | 35 109       | 35 116       |
| 20 | Fekete    | svart        | 35 179       | 33 237       |
| 21 | Szilágyi  | från Szilágy | 31 986       | 31 554       |
| 22 | Török     | turk         | 27 206       | 25 963       |
| 23 | Fehér     | vit          | 26 804       | 25 685       |
| 24 | Balázs    |              | 25 804       | 25 294       |
| 25 | Gál       |              | 25 924       | 24 672       |